# Angela Colley
Angela Bernadette Colley (* 13. November 1964 in Serekunda-New Jeshwang) war Tourismus- und Kulturministerin (Secretary of State for Tourism and Culture) des westafrikanischen Staates Gambia und Botschafterin.

## Leben
Ihre schulische Laufbahn begann sie 1971 in Kartong und schloss 1984 mit der Technical High School ab. 1988 ging sie auf das Gambia College und nach zwei Jahren erreichte sie die Qualifikation für das Grundschullehramt. Sie unterrichtete zwei Jahre in Jokadu/North Bank Region auf einer Grundschule, bevor sie erneut auf das Gambia College ging, um eine höhere Qualifikation zu erreichen. Diese erreichte sie auch 1994 mit der Spezialisierung auf Englisch und Geschichte. Sie unterrichtete für zwei Jahre in Kerewan auf einer Sekundarschule und wurde dann an eine Schule in der Greater Banjul Area versetzt. 1999 wurde sie an eine neu eröffnete Schule in Jokadu versetzt und blieb dort für zwei Jahre. 2001 schrieb sie sich an der Universität von Gambia ein und schloss 2004 als beste weibliche Teilnehmerin ab.
Nach ihrer Graduation erhielt sie eine Anstellung als stellvertretende Schulrektorin an einer Grundschule in Abuko, bis sie am 31. Oktober 2006 in das Kabinett von Staatspräsident Yahya Jammeh berufen wurde. Sie löste Susan Waffa-Ogoo ab, die das Ressort Handel, Industrie und Gewerbe (Secretary of State for Trade, Industry and Employment) übernommen hatte.
Das Amt gab sie am 19. März 2008 an Nancy Njie ab und vertrat von da an Gambia als Hochkommissarin in Nigeria. Sie war außerdem in Äquatorialguinea, Benin, Gabun, Kamerun, Demokratische Republik Kongo und Togo sowie bei der ECOWAS akkreditiert. Zuvor hatte Fatou Sinyan Mergan diesen Posten abgelehnt. Seit März 2017 war Amadou Taal Gambias Hochkommissar in Nigeria.